# Farid Samaha
Farid Samaha (* 19. Juni 1944 in al-Jiwar Ras el-Matn) ist ein libanesischer Diplomat im Ruhestand.

## Persönliches
Farid Samaha ist der Sohn von Laure Tohme und Khalil Samaha einem Geschäftsmann. Er heiratete am 28. September 1968 Eilas. Aus der Ehe entstammt das Kind Samar.

## Bildung
International College, Amerikanische Universität Beirut, Universidad Nacional de Cuyo, National Administration High Institute of Lebanon (1967).
Er schloss ein Studium der Politikwissenschaft, der Sozialwissenschaften und der Betriebswirtschaftslehre ab.

## Karriere
In den auswärtigen Dienst trat er 1967, wurde als Attaché, später Gesandtschaftssekretär erster Klasse in Buenos Aires und im Außenministerium in Beirut in der Protokollabteilung beschäftigt. In Teheran war er 1971 Geschäftsträger. Zum Stellvertreter des Chefs des Protokolls im Außenministerium wurde er 1973 in Beirut bestellt. Ab Oktober 1975 hatte er Exequatur als Generalkonsul in Marseille, danach ab dem 28. Juli 1979 in Rio de Janeiro. 1984 war er Chef des Protokolls. In Peking war er von 1985 bis 1998. In den Ruhestand wurde er 1998 versetzt.